# Citropsis daweana
Citropsis daweana là một loài thực vật có hoa trong họ Cửu lý hương. Loài này được Swingle & M.Kellerm. mô tả khoa học đầu tiên năm 1940.